# Cyanure de mercure(II)
 (février 2022).
La mise en forme du texte ne suit pas les recommandations de Wikipédia : il faut le « wikifier ».
Les points d'amélioration suivants sont les cas les plus fréquents. Le détail des points à revoir est peut-être précisé sur la page de discussion.
- Les titres sont pré-formatés par le logiciel. Ils ne sont ni en capitales, ni en gras.
- Le texte ne doit pas être écrit en capitales (les noms de famille non plus), ni en gras, ni en italique, ni en « petit »…
- Le gras n'est utilisé que pour surligner le titre de l'article dans l'introduction, une seule fois.
- L'italique est rarement utilisé : mots en langue étrangère, titres d'œuvres, noms de bateaux, etc.
- Les citations ne sont pas en italique mais en corps de texte normal. Elles sont entourées par des guillemets français : « et ».
- Les listes à puces sont à éviter, des paragraphes rédigés étant largement préférés. Les tableaux sont à réserver à la présentation de données structurées (résultats, etc.).
- Les appels de note de bas de page (petits chiffres en exposant, introduits par l'outil «  Source ») sont à placer entre la fin de phrase et le point final[comme ça].
- Les liens internes (vers d'autres articles de Wikipédia) sont à choisir avec parcimonie. Créez des liens vers des articles approfondissant le sujet. Les termes génériques sans rapport avec le sujet sont à éviter, ainsi que les répétitions de liens vers un même terme.
- Les liens externes sont à placer uniquement dans une section « Liens externes », à la fin de l'article. Ces liens sont à choisir avec parcimonie suivant les règles définies. Si un lien sert de source à l'article, son insertion dans le texte est à faire par les notes de bas de page.
- La présentation des références doit suivre les conventions bibliographiques. Il est recommandé d'utiliser les modèles {{Ouvrage}}, {{Chapitre}}, {{Article}}, {{Lien web}} et/ou {{Bibliographie}}. Le mode d'édition visuel peut mettre en forme automatiquement les références.
- Insérer une infobox (cadre d'informations à droite) n'est pas obligatoire pour parachever la mise en page.

Pour une aide détaillée, merci de consulter Aide:Wikification.
Si vous pensez que ces points ont été résolus, vous pouvez retirer ce bandeau et améliorer la mise en forme d'un autre article.
Le cyanure de mercure(II), aussi appelé cyanure mercurique, est un composé de mercure et de cyanure. C’est une poudre blanche inodore et toxique. Il est très soluble dans les solvants polaires tels que l’eau, l’alcool et l’ammoniac ; légèrement soluble dans l’éther et insoluble dans le benzène et d’autres solvants hydrophobes.

## Structure moléculaire et cristalline
À température et pression ambiantes, le Hg(CN)2 prend la forme de cristaux tétragonaux. Ces cristaux sont composés de molécules presque linéaires de Hg(CN)2 avec un angle de liaison C-Hg-C de 175,0° et un angle de liaison Hg-C-N de 177,0° (Aylett donne des valeurs légèrement différentes de 189° et 175°, respectivement). Les spectres Raman montrent que les molécules se déforment à des pressions plus élevées. Entre 16 et 20 kbar, la structure subit une transition de phase telle que la coordinence des centres Hg(II) passe de 2 à 4 et que les groupes CN se lient aux centres Hg voisins formant des liaisons Hg-N. La géométrie de coordination change ainsi de tétragonale à tétraédrique, formant une structure cristalline cubique, analogue à la structure de Cd(CN)2. En raison de la nature ambidentate des ligands CN, cette structure tétraédrique est déformée, mais la distorsion diminue avec l'augmentation de la pression, jusqu’à ce que la structure devienne presque parfaitement tétraédrique au-dessus de 40 kbar.
Comme à l'état solide, en solution aqueuse, les molécules de Hg(CN)2 sont linéaires.

## Synthèse
Le cyanure mercurique peut être préparé en mélangeant de l'oxyde de mercure jaune avec de l'acide cyanhydrique dans la réaction chimique suivante  qui est généralement effectuée en faisant passer du gaz HCN dans HgO dans de l'eau. Lorsque Hg(CN) 2 soluble est formé, la solution est évaporée pour cristalliser le produit.
HgO + 2 HCN → Hg(CN) 2 + H 2 O
Hg(CN) 2 peut également être préparé en mélangeant HgO avec du bleu de Prusse en poudre fine,. De plus, il peut être produit en faisant réagir du sulfate mercurique avec du ferrocyanure de potassium dans de l'eau :
K 4 Fe(CN) 6 + 3 HgSO 4 → 3 Hg(CN) 2 + 2 K 2 SO 4 + FeSO 4
Une autre méthode pour générer du cyanure mercurique consiste à dismuter les dérivés du mercure(I). Dans ces réactions, le mercure métallique précipite et Hg(CN) 2 reste en solution :
Hg 2 (NO 3 ) 2 + 2 KCN → Hg + Hg(CN) 2 + 2 KNO 3

## Réactions
Il se décompose rapidement en acide pour dégager du cyanure d'hydrogène. Il est photosensible, devenant plus foncé en couleur.
Le cyanure de mercure catalyse la réaction de Koenigs-Knorr pour la synthèse des glycosides. Le cyanogène, (CN) 2, se forme lors du chauffage du cyanure de mercure sec, mais la méthode est inférieure aux autres voies :
Hg(CN) 2 → (CN) 2 + Hg
Les polymères de coordination peuvent être synthétisés à partir de blocs de construction Hg(CN)2. De grands monocristaux de [(tmeda)Cu-[Hg(CN)2]2][HgCl4] se forment lors du traitement de CuCl2, de l'acide de Lewis mou Hg(CN) 2 et de N,N,N',N'- tétraméthyléthylènediamine (TMEDA). La migration de deux ligands chlorure labiles du Cu(II) plus dur vers le Hg(II) plus mou conduit à la formation du cristal.

## Applications antérieures
L'utilisation du cyanure mercurique comme antiseptique a été abandonnée en raison de sa toxicité. Hg(CN) 2 est également utilisé en photographie. Il est encore utilisé en homéopathie sous le nom latin Hydrargyrum bicyanatum.

## Toxicologie
Le cyanure de mercure(II) est un poison de classification de danger pour la santé 3, ayant une DL50 orale de 33 milligrammes par kilogramme chez la souris et une DL50 sous-cutanée de 2,7 milligrammes par kilogramme chez le chien.